# Pierre Edmond Alexandre Hédouin
Pour les articles homonymes, voir Hédouin.
Pierre Edmond Alexandre Hédouin, dit Edmond Hédouin, né le 16 juillet 1820 à Boulogne-sur-Mer (Nord-Pas-de-Calais), et mort à Paris 7e le 13 janvier 1889, est un peintre et graveur français.

## Biographie
Edmond Hédouin est le fils de Jeanne Personneaux et Pierre Hédouin (28 juillet 1789, Boulogne-sur-Mer – 20 décembre 1868, Paris), avocat, puis fonctionnaire, qui s'est d'abord intéressé à la musique, puis a étudié la peinture en commençant par attirer l'attention sur la peinture flamande du XVe siècle, et en particulier Hans Memling mais il est surtout connu pour ses travaux sur la peinture du XVIIIe siècle. Il est entré à l'École des beaux-arts de Paris le 7 avril 1838 où il étudie la peinture dans l'atelier de Paul Delaroche, et la gravure et la lithographie dans celui de Célestin Nanteuil.
Il débute au Salon de Boulogne-sur-Mer en 1839 (jusqu'en 1862) puis à celui de Paris en 1842, avec des tableaux de genre et des paysages inspirés de la vie des champs et du folklore espagnol ou oriental. Il expose ses œuvres au Salon jusqu'en 1882. Il reçoit une médaille de 2e classe en 1848 avec un rappel en 1857. À l'Exposition universelle de 1855, il obtient une médaille de 2e classe.
Dès 1845, il se met à la lithographie et reproduit des tableaux de peintres célèbres. Il réalise de nombreuses illustrations de livres.
Charles Baudelaire écrit dans le Salon de 1846 au sujet d'Edmond Hédouin : « Dans les différentes spécialités des sujets bas-bretons, catalans, suisses, normands, etc., MM. Armand et Adolphe Leleux sont dépassés par M. Guillemin, qui est inférieur à M. Hédouin, qui lui-même le cède à M. Haffner. […] J’ai entendu plusieurs fois faire à MM. Leleux ce singulier reproche que, Suisses, Espagnols ou Bretons, tous leurs personnages avaient l’air breton. […] M. Hédouin est certainement un peintre de mérite, qui possède une touche ferme et qui entend la couleur ; il parviendra sans doute à se constituer une originalité particulière. »
En 1847, il fait un voyage en Algérie, dans la région de Constantine, avec Adolphe Leleux.
Il réalise les peintures décoratives du foyer Théâtre Français et de la galerie des fêtes du Palais-Royal (1861). Les peintures qu'il avait faites pour l'Hôtel de ville de Paris — Vue du château de Vincennes, paysage, Vue de la butte Montmartre, paysage — sont  détruites par l'incendie de 1871.
En 1881, lors de la liquidation des fonds de la Société des Amis des Arts de Boulogne-sur-Mer, la bibliothèque de la ville s'enrichie d'un lot important de gravure de l'artiste. Réunies en un recueil, le volume comporte quatre-vingt-huit planches. On y retrouve ces différentes inspirations : des portraits style XVIIIe siècle, des scènes d'inspirations Antique, des portraits de contemporains, des scènes de vie de ses voyages en Afrique du Nord et ses propres compositions. 

## Quelques tableaux
- Berger (Picardie), Salon de 1842,
- Ossaloises à la porte d'un moulin (Pyrénées-Atlantiques), Salon de 1843,
- Bûcherons ossalois (Pyrénées-Atlantiques), Salon de 1844,
- Chants ossalois (Pyrénées-Atlantiques), Salon de 1845,
- Une halte (Pyrénées-Atlantiques), Salon de 1846,
- Souvenir d'Espagne, Salon de 1847,
- Paysanne ossaloise (Pyrénées-Atlantiques), Salon de 1847,
- Une vieille femme espagnole, tableau refusé par le Jury du Salon de 1847,
- Moulin arabe (Constantine), Salon de 1848 (musée de Douai),
- Café nègre (Constantine), Salon de 1848,
- Paysans espagnols (Pyrénées-Atlantiques), Salon de 1849,
- Femmes mauresques (Constantine), Salon de 1849,
- Boutique arabe (Constantine), Salon de 1849,
- Femmes à la fontaine (vallée d'Ossau, Pyrénées-Atlantiques), Salon de 1850,
- Place aux grains, à Constantine, Salon de 1850,
- Danse dans une Smalah (province de Constantine), Salon de 1850,
- Une soirée chez les Aamers (province de Constantine), Salon de 1852,
- Paysage, Salon de 1852,
- Batteurs de colza, Salon de 1853,
- Faucheurs de sainfoin, Salon de 1853 (musée de Douai),
- Vacherie, Chambaudoin (Loiret), Salon de 1853,
- Moisson à Chambudoin (Loiret), Salon de 1855,
- Scieurs de long à Chambaudoin, Salon de 1855,
- Portrait de Mme la comtesse de ..., Salon de 1855,
- Glaneuses à Chambaudouin[6], Salon de 1857 (musée d'Orsay),
- La chasse, Salon de 1857,
- La pêche, Salon de 1857,
- L'agriculture, Salon de 1857,
- L'horticulture, Salon de 1857,
- Un semeur à Chambaudoin, Salon de 1859,
- Un berger, Salon de 1859,
- Un porchère à Chambaudoin (Loiret), Salon de 1859,
- Colporteurs espagnols, Salon de 1861,
- Le marché aux moutons, à Saint-Jean-de-Luz (Pyrénées-Atlantiques), Salon de 1863 (musée de Valenciennes),
- Une allée des Tuileries, Salon de 1865,
- Sardinières de Fontarabie, débarquant à Hendaye (Pyrénées-Atlantiques), Salon de 1865,
- La pêche, panneau décoratif, Salon de 1866,
- La chasse, panneau décoratif, Salon de 1866,
- Un café à Constantine, Salon de 1868, Musée des Beaux Arts de Narbonne
- Porte d'une mosquée à Constantine, Salon de 1870,
- Une rue à Fontarabie (Pyrénées-Atlantiques), Salon de 1870,
- Femme de Saint-Jean-de-Luz se rendant à un enterrement (Pyrénées-Atlantiques), Salon de 1872,
- Le printemps, Salon de 1873,
- Coin de parc aux mois de mai, Salon de 1873,
- Intérieur d'une cour, à Constantine, Salon de 1874,
- Marché aux porcs à Saint-Jean-de-Luz, Salon de 1875 (musée de Bayonne),
- Paysanne ossaloise (Pyrénées-Atlantiques), Salon de 1876,
- Une vieille femme espagnole, Salon de 1878,
- Arabes sous une tente (province de Constantine), Salon de 1879.

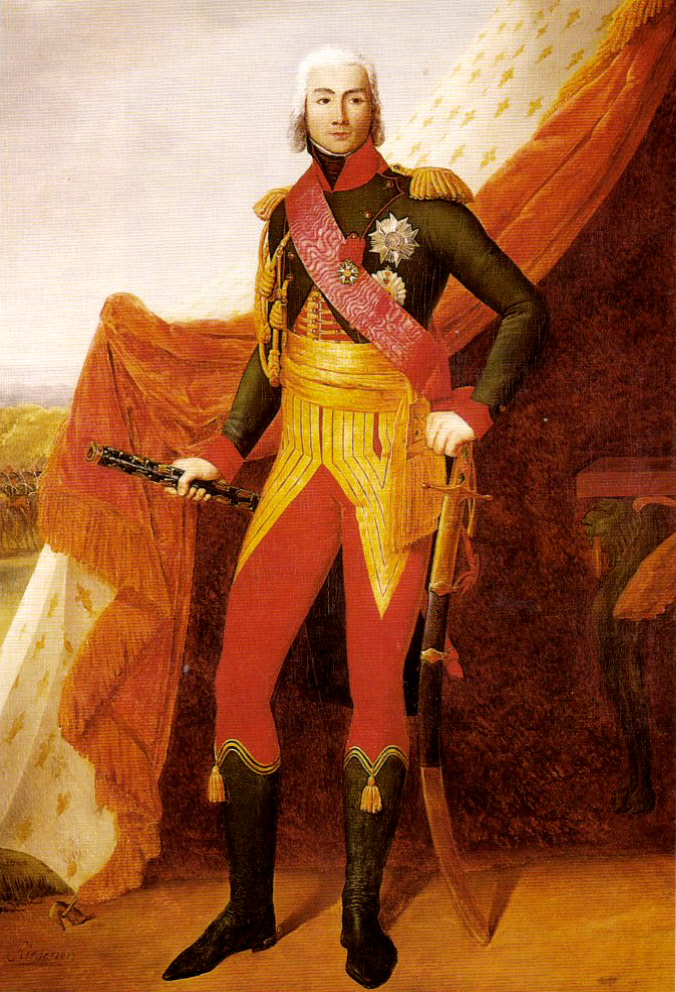
D'après Henri-François Riesener, Jean-Baptiste Bessières, château de Versailles.
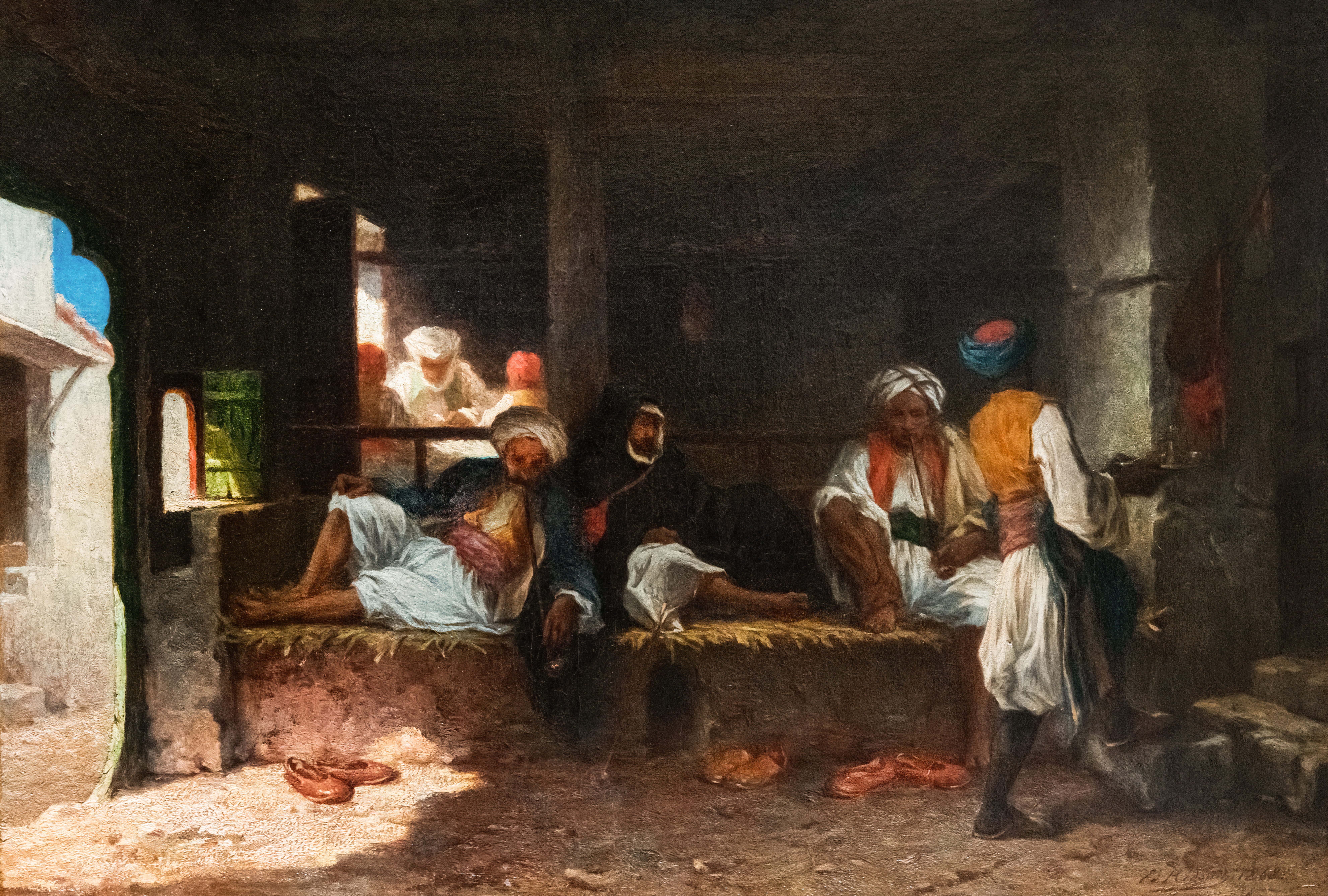
Café à Constantine - Musée des Beaux-Arts de Narbonne

## Estampes
- Gravure Orgie romaine, d'après Les Romains de la décadence de Thomas Couture, 1848,
- Une eau-forte d'après Adolphe Leleux, Le mot d'ordre, au Salon de 1849
- Trois eaux- fortes d'après Adolphe Leleux au Salon de 1850 : La sortie, La patrouille, Le mot d'ordre,
- Diane au bain d'après François Boucher, Salon de 1864,
- Cycle de cinq eaux-fortes d'après les dessins d'Alexandre Bida pour une édition des Évangiles, Salon de 1867,
- Cinq gravures au Salon de 1868, dont trois sujets d'après Alexandre Bida pour une édition des Évangiles, un portrait de Saintine et un portrait de M. Rossigneux,
- Cinq eaux-fortes au Salon de 1869, trois pour illustrer les Évangiles, d'après Alexandre Bida, un portrait d'Ivan Tourgueniev et un portrait de l'abbé Sauvaire,
- Éducation de la Vierge gravé pour la revue L'Artiste, d'après le tableau d'Eugène Delacroix,
- La Pietà, d'après Eugène Delacroix,
- Couronnement de la Vierge Marie, d'après Dominique Papety,
- Un invalide, d'après Henry Raeburn, au Salon de 1873,
- Le repas de chasse, eau-forte d'après Carle Van Loo, Salon de 1875,
- Six eaux-fortes pour une édition de Manon Lescaut, Salon de 1875,
- La cueillette des haricots, eau-forte d'après Jean-François Millet,
- Danseuses nubiennes, Les oranges, d'après Henriette Browne, aux Salons de 1870 et 1873,
- Quatre gravures originales pour l'album L'Eau forte en..., Paris, Cadart[8] ;
- Cycle de six gravures  pour illustrer le Voyage sentimental à travers la France et l'Italie de Laurence Sterne au Salon de 1876,
- Six eaux-fortes au Salon de 1877 : Jules Janin, L'âne mort, Les chevaux de la reine, Une lecture de Candide, Costume de Kitty Bell de Chatterton, Un mariage vendéen,
- Une gravure Portrait de Mme G..., d'après Charles Chaplin, au Salon de 1878,
- Cycle de six gravures pour illustrer Voyage autour de ma chambre de Xavier de Maistre, Salon de 1878,
- Cycle de sept gravures pour une édition de Paul et Virginie, Salon de 1879,
- Une gravure représentant Célestin Nanteuil, Salon de 1879,
- Deux gravures sur Le livre de Tobie, d'après Alexandre Bida, au Salon de 1880,
- Trois gravures pour une illustration de Molière, Salon de 1881,
- Sept gravures pour l'illustration des Confessions de Jean-Jacques Rousseau, Salon de 1881,
- Six eaux-fortes pour les Confessions de Jean-Jacques Rousseau, Salon de 1882,
- Prud'hon (Jeune, le bras appuyé sur une console supportant une palette), d'après Prud'hon, gravure sur papier, 20 x 13 cm, Gray, musée Baron-Martin.
- Arabes jouant aux Échecs, d'après Eugène Delacroix.D'après Eugène Delacroix, Arabes jouant aux Echecs

D'après Eugène Delacroix, Arabes jouant aux Echecs

## Decoration
- Chevalier de la Légion d'honneur le 1er juillet 1872.